# Samsung Galaxy F52
Il Samsung Galaxy F52, anche chiamato Galaxy F52 5G, è uno smartphone dual SIM di fascia media prodotto da Samsung in Cina, facente parte della serie Samsung Galaxy F.

## Caratteristiche tecniche

### Hardware
Il Galaxy F52 5G è uno smartphone con form factor di tipo slate, le cui dimensioni sono di 164,6 × 76,3 × 8,7 millimetri e pesa 199 grammi.
Il dispositivo è dotato di connettività GSM, HSPA, LTE e 5G, di Wi-Fi 802.11 a/b/g/n/ac con supporto a Wi-Fi Direct ed hotspot, di Bluetooth 5.0 con A2DP e LE, di GPS con A-GPS, GALILEO, GLONASS e BeiDou. Ha una porta USB-C 2.0 ed un ingresso per jack audio da 3.5 mm.
È dotato di schermo touchscreen capacitivo da 6,6 pollici di diagonale, di tipo TFT Infinity-O con aspect ratio 20:9, angoli arrotondati e risoluzione FHD+ 1080 x 2408 pixel (densità di 400 pixel per pollice). Supporta il refresh rate a 120 Hz. Il frame laterale ed il retro sono in plastica.
La batteria ai polimeri di litio da 4500 mAh non è removibile dall'utente. Supporta la ricarica rapida a 25 W.
Il chipset è un Qualcomm Snapdragon 750G 5G (SM7225). La memoria interna di tipo UFS 2.1 è di 128 GB, mentre la RAM è di 8 GB.
La fotocamera posteriore ha quattro sensori, uno da 64 megapixel, uno ultra-grandangolare da 8 megapixel, uno di profondità e una macro da 2 megapixel, è dotata di autofocus, modalità HDR e flash LED, in grado di registrare al massimo video 4K a 30 fotogrammi al secondo, mentre la fotocamera anteriore (inserita in un foro in alto a destra dello schermo) è da 16 megapixel, con HDR e registrazione video massima 1080p a 30 fps.

### Software
Il sistema operativo è Android 11. Ha l'interfaccia utente One UI 3.1.

## Commercializzazione
Il dispositivo è stato presentato il 20 maggio 2021. La commercializzazione è iniziata il 1º giugno seguente.